# Ґлодова
Ґлодова (пол. Głodowa) — село в Польщі, у гміні Боболиці Кошалінського повіту Західнопоморського воєводства.
Населення — 542 особи (2011).

## Демографія
Демографічна структура станом на 31 березня 2011 року:
|          | Загалом | Допрацездатний вік | Працездатний вік | Постпрацездатний вік |
| -------- | ------- | ------------------ | ---------------- | -------------------- |
| Чоловіки | 295     | 68                 | 205              | 22                   |
| Жінки    | 247     | 42                 | 161              | 44                   |
| Разом    | 542     | 110                | 366              | 66                   |